# Bien-être professionnel
La notion de bien-être professionnel ou bien-être des travailleurs lors de l'exécution de leur travail  est repris dans la réglementation belge concernant la protection des travailleurs (loi du 4 août 1996 relative au bien-être des travailleurs lors de l'exécution de leur travail - parution au Moniteur Belge le 18/09/96).
La loi sur le Bien-Être est la loi de base concernant la protection de la sécurité et de la santé au travail.
Elle est constituée de 14 chapitres:
1. CHAPITRE I.     - Champ d'application et définitions
2. CHAPITRE II.    - Principes généraux.
3. CHAPITRE III.   - Dispositions particulières relatives à l'occupation sur un même lieu de travail ou sur des lieux de travail adjacents ou voisins
4. CHAPITRE IV.    - Dispositions spécifiques concernant les travaux effectués par des entreprises extérieures ou par des travailleurs intérimaires
5. CHAPITRE V.     - Dispositions spécifiques concernant les chantiers temporaires ou mobiles
6. CHAPITRE Vbis.  - Dispositions spécifiques concernant la violence et le harcèlement moral ou sexuel au travail
7. CHAPITRE VI.    - Services de prévention et de protection
8. CHAPITRE VII.   - Le Conseil supérieur pour la Prévention et la Protection au travail
9. CHAPITRE VIII.  - Le Comite pour la Prévention et la Protection au travail
10. CHAPITRE IX.    - Dispositions communes aux organes
11. CHAPITRE X.     - Recours devant les tribunaux du travail
12. CHAPITRE XI.    - Surveillance et dispositions pénales
13. CHAPITRE XIbis. - Mesures pour prévenir la répétition d'accidents du travail graves
14. CHAPITRE XII.   - Dispositions finales

Le bien-être professionnel dépasse le simple aspect médical et doit être recherché par des mesures qui ont trait à :
1. la sécurité du travail;
2. la protection de la santé du travailleur au travail;
3. la charge psychosociale occasionnée par le travail et la protection des travailleurs contre la violence et le harcèlement moral ou sexuel au travail.
4. l'ergonomie;
5. l'hygiène du travail;
6. l'embellissement des lieux de travail;
7. les mesures prises par l'entreprise en matière d'environnement, pour ce qui concerne leur influence sur les points 1 à 6.
8. à la Qualité de vie au travail QVT